# アルマズ・アヤナ
アルマズ・アヤナ・エバ（Almaz Ayana Eba、1991年11月21日 - ）は、エチオピアの女性陸上競技選手。専門は長距離走であり、3000m・5000m・10000mに出場している。なお、アヤナと同郷の元中距離走選手であるソレサ・フィダは夫にあたる（Soresa Fida）。

## 経歴
アヤナは、エチオピアの山岳地帯にある小さな村の貧しい家庭に生まれ育った。コーヒー園で働きながら林を走って練習してきたという。
2010年、アヤナは3000m障害で9分22秒51という当時の世界ジュニア記録を樹立している。以後3000m障害では記録が停滞していたが2011年から5000mに挑戦し、2013年のIAAFダイヤモンドリーグ第9戦ミーティングアレヴァ（7月6日、フランス・パリ）にてティルネシュ・ディババ、メセレト・デファー、ビビアン・チェルイヨット、リリア・ショブホワ、エルバン・アベイレゲッセに次ぐ世界歴代6位となる14分25秒84をマークして準優勝した。
アヤナは同年8月にロシア・モスクワで開かれた世界選手権では5000mに出場し、14分51秒33で銅メダルを獲得した。2015年に中国・北京で開かれた世界選手権では5000mで金メダルを獲得した。
2016年6月にオランダ・ヘンゲローで開催されたエチオピア代表選考レースにおいて、アヤナは今季世界最高記録かつ歴代8位の30分07秒00で優勝、それまでメセレト・デファーやティルネシュ・ディババの独壇場だったエチオピア長距離界に風穴を開けた。8月12日にブラジルで開催されたリオデジャネイロオリンピックの10000mにて、中国の王軍霞の世界記録を23年ぶりに更新する29分17秒45の世界記録で金メダルに輝いた。リオデジャネイロオリンピックではドーピング問題に揺れ、かつて王軍霞の記録にドーピング疑惑があったため、「ドーピングはしていないか」という記者からの問いかけがなされ、アヤナは「私のドーピングはトレーニングと神様よ。」と答え潔白であることを宣言した。